# Рекопа Південної Америки 1991
Рекопа Південної Америки 1991 — 3-й розіграш турніру. Матч не проводився, оскільки володарем Кубка Лібертадорес 1990 та володарем Суперкубка Лібертадорес 1990 стала одна команда. Тому володарем Рекопи 1991 стала Олімпія.
| Володар Рекопа Південної Америки 1991 |
| ------------------------------------- |
|                                       |
| Олімпія Перший титул                  |